# The Sinister Urge
The Sinister Urge − drugi album studyjny wydany przez byłego wokalistę formacji White Zombie, Roba Zombie. Na półkach sklepów muzycznych krążek znalazł się w listopadzie 2001 roku. Jego tytuł nawiązuje do filmu Eda Wooda z 1961 r. o tej samej nazwie.
Według danych z kwietnia 2002 album sprzedał się w nakładzie 744 859 egzemplarzy na terenie Stanów Zjednoczonych.
W 2012 roku album został wybrany przez fanów najlepszym albumem Roba Zombie na oficjalnej stronie artysty.

## Lista utworów
Wszystkie niniejsze utwory są kompozycjami autorstwa Roba Zombie i Scotta Humphreya.
1. „Sinners Inc.” − 1:17
2. „Demon Speeding” − 3:44
3. „Dead Girl Superstar” − 2:28
4. „Never Gonna Stop (The Red, Red Kroovy)” − 3:09
5. „Iron Head” (feat. Ozzy Osbourne) − 4:10
6. „(Go To) California” − 3:25
7. „Feel So Numb” − 3:53
8. „Transylvanian Transmissions Pt. 1” − 1:09
9. „Bring Her Down (To Crippletown)” − 3:59
10. „Scum of the Earth” − 2:55
11. „House of 1000 Corpses” − 9:26
12. „Unholy Three” (utwór bonusowy po „House of 1000 Corpses”)

## Pozycje na listach przebojów
- Album:

| Rok  | Notowanie         | Pozycja |
| ---- | ----------------- | ------- |
| 2001 | The Billboard 200 | 8       |

- Single promujące album:

| Rok  | Singel                | Notowanie              | Pozycja |
| ---- | --------------------- | ---------------------- | ------- |
| 2000 | "Dead Girl Superstar" | Mainstream Rock Tracks | 25      |
| 2001 | "Feel So Numb"        | Mainstream Rock Tracks | 10      |
| 2001 | "Feel So Numb"        | Modern Rock Tracks     | 18      |
| 2002 | "Demon Speeding"      | Mainstream Rock Tracks | 13      |
| 2002 | "Never Gonna Stop"    | Mainstream Rock Tracks | 11      |
| 2002 | "Never Gonna Stop"    | Modern Rock Tracks     | 23      |